# Światowa Federacja Luterańska
Światowa Federacja Luterańska – utworzona w 1947 r. międzynarodowa organizacja zrzeszająca Kościoły wyznania luterańskiego ze wszystkich zakątków świata. Światowa Federacja Luterańska w 2015 roku zrzeszała 145 Kościołów z 98 krajów, z ponad 74,3 mln wiernych. Siedziba ŚFL znajduje się w Genewie. Światowa Federacja Luterańska prowadzi dialog pomiędzy wspólnotami luterańskimi, zawiera porozumienia z innymi wyznaniami, prowadzi akcje ekumenizacyjne i misyjne. Członkiem Światowej Federacji Luterańskiej jest polski Kościół Ewangelicko-Augsburski w RP.
Przewodniczącym Światowej Federacji Luterańskiej jest ks. abp dr Musa Panti Filibus (Luterański Kościół Chrystusowy w Nigerii), a sekretarzem generalnym ks. dr Anne Burghardt.

## Przewodniczący Światowej Federacji Luterańskiej
- 1947–1952 – Anders Nygren (Szwecja)
- 1952–1957 – Hanns Lilje (Niemcy)
- 1957–1963 – Franklin Clark Fry (Stany Zjednoczone)
- 1963–1970 – Fredrik A. Schiotz (Stany Zjednoczone)
- 1970–1977 – Mikko E. Juva (Finlandia)
- 1977–1984 – Josiah M. Kibira (Tanzania)
- 1984–1987 – Zoltán Kaldy (Węgry)
- 1987–1990 – Johannes Hanselmann (Niemcy)
- 1990–1997 – Gottfried Brakemeier (Brazylia)
- 1997–2003 – Christian Krause (Niemcy)
- 2003–2010 – Mark Hanson (Stany Zjednoczone)
- 2010–2017 – Munib Younan (Palestyna)
- od 2017 – Musa Panti Filibus (Nigeria)

## Zgromadzenia Ogólne
- 1947 – Zgromadzenie w Lund (Szwecja)
- 1952 – Zgromadzenie w Hanowerze (Niemcy)
- 1957 – Zgromadzenie w Minneapolis (Stany Zjednoczone)
- 1963 – Zgromadzenie w Helsinkach (Finlandia)
- 1970 – Zgromadzenie w Evian (Francja)
- 1977 – Zgromadzenie w Dar es Salaam (Tanzania)
- 1984 – Zgromadzenie w Budapeszcie (Węgry)
- 1990 – Zgromadzenie w Kurytybie (Brazylia)
- 1997 – Zgromadzenie w Hongkongu
- 2003 – Zgromadzenie w Winnipeg (Kanada)
- 2010 – Zgromadzenie w Stuttgarcie (Niemcy)
- 2017 – Zgromadzenie w Windhuku (Namibia)

- 2023 – Zgromadzenie w Krakowie (Polska)[4]

## Największe Kościoły należące do Światowej Federacji Luterańskiej
Państwa i Kościoły luterańskie liczące powyżej 1 mln wiernych:
| Państwa o największej liczbie luteran w 2015 | Państwa o największej liczbie luteran w 2015 |
| Państwo                                      | Liczba luteran ŚFL                           |
| -------------------------------------------- | -------------------------------------------- |
| Niemcy                                       | 11 784 811                                   |
| Etiopia                                      | 7 886 595                                    |
| Tanzania                                     | 6 531 336                                    |
| Szwecja                                      | 6 300 000                                    |
| Indonezja                                    | 6 046 321                                    |
| Dania                                        | 4 400 754                                    |
| Indie                                        | 4 042 543                                    |
| Finlandia                                    | 4 031 235                                    |
| Norwegia                                     | 3 857 463                                    |
| Stany Zjednoczone                            | 3 765 362                                    |
| Madagaskar                                   | 3 000 000                                    |
| Nigeria                                      | 2 321 000                                    |
| Holandia                                     | 1 969 755                                    |
| Papua-Nowa Gwinea                            | 1 349 869                                    |
| Namibia                                      | 1 196 832                                    |

| Największe Kościoły luterańskie w 2015            | Największe Kościoły luterańskie w 2015 |
| Nazwa Kościoła                                    | Liczba wiernych                        |
| ------------------------------------------------- | -------------------------------------- |
| Ewangelicki Kościół Etiopii Mekane Yesus          | 7 886 595                              |
| Ewangelicko-Luterański Kościół Tanzanii           | 6 531 336                              |
| Kościół Szwecji                                   | 6 300 000                              |
| Chrześcijański Kościół Protestancki Batak         | 4 500 000                              |
| Kościół Ewangelicko-Luterański w Danii            | 4 400 754                              |
| Kościół Ewangelicko-Luterański w Finlandii        | 4 031 235                              |
| Kościół Norwegii                                  | 3 835 973                              |
| Kościół Ewangelicko-Luterański w Ameryce          | 3 765 362                              |
| Malgaski Kościół Luterański                       | 3 000 000                              |
| Andhra Evangelical Lutheran Church (Indie)        | 3 000 000                              |
| Ewangelicko-Luterański Kościół Krajowy Hanoweru   | 2 714 781                              |
| Kościół Ewangelicko-Luterański w Bawarii          | 2 456 140                              |
| Luterański Kościół Chrystusowy w Nigerii          | 2 200 000                              |
| Ewangelicko-Luterański Kościół Północnych Niemiec | 2 146 270                              |
| Ewangelicki Kościół Krajowy Wirtembergii          | 2 112 033                              |
| Kościół Protestancki w Holandii                   | 1 969 755                              |
| Evangelical Lutheran Church of Papua New Guinea   | 1 200 000                              |